# Jetzt bin ich dran
Jetzt bin ich dran (englischer Originaltitel Pumpkin Soup) ist ein Bilderbuch der britischen Kinderbuchautorin und Illustratorin Helen Cooper, das im Jahr 1998 beim Doubleday Verlag veröffentlicht wurde. Die deutsche Erstausgabe in einer Übersetzung von Anne Brauner erschien 1999 beim Schreiber Verlag. Die Geschichte rund um die Katze, das Eichhörnchen und die Ente wurde später mit den Büchern A Pipkin of Pepper (2004) und Delicious! (2006) fortgesetzt.

## Inhalt
Eine Katze, ein Eichhörnchen und eine Ente wohnen zusammen in einer kleinen Hütte mitten im Wald, umgeben von einem Kürbisfeld. Die Katze spielt Dudelsack, das Eichhörnchen Banjo und die Ente singt. Abends kochen sie gemeinsam Kürbissuppe: Die Katze schneidet das Gemüse, das Eichhörnchen rührt den Topf und die Ente streut die richtige Menge Salz in die Suppe. Es ist ein harmonisches Zusammenleben, bis eines Tages die Ente darauf besteht, ab sofort anstatt des Eichhörnchens die Suppe umrühren zu wollen. Daraufhin entsteht ein veritabler Streit, der damit endet, dass die Ente wutentbrannt das gemeinsame Heim verlässt. Entgegen der Überzeugung von Katze und Eichhörnchen kehrt diese nicht schon bald wieder zurück und die beiden machen sich zunehmend Sorgen um die Ente. Als diese auch zum Abendessen noch nicht aufgetaucht ist, machen sich die beiden auf die Suche nach ihr. Je länger die Suche dauert, desto schlimmere Befürchtungen stellen die beiden an. Verzweifelt kehren die beiden schließlich in ihre Hütte zurück, wo sie zu ihrer großen Erleichterung und gemeinsamen Freude die Ente vorfinden. Das Wiedersehen wird sofort mit einer Kürbissuppe gefeiert, für die die Ente tatsächlich den Topf umrühren darf. Auch wenn das Kochen der Suppe nicht ganz wie gewohnt verläuft, schmeckt diese letztlich vorzüglich und alle drei Tiere sind wieder beste Freunde. Bis die Ente eine neue Idee äußert: Sie möchte künftig den Dudelsack spielen!

## Rezeption
Wendy Osgerby schreibt in ihrer Rezension: „Dies ist eine bezaubernde Geschichte über Freundschaft und Loyalität, über Kompromisse und das Überwinden von Meinungsverschiedenheiten. […] Der lyrische Text und die Bilder ergänzen sich in bester Erzähltradition. Jetzt bin ich dran: eine Geschichte von Streit und Versöhnung stand auch auf der Auswahlliste für den Kurt Maschler Award.“ Das Magazin The Bookseller schreibt: „Ein tragbares Kunstwerk, das in den satten Farben des Herbstes leuchtet... Eine höchst originelle, witzige Interpretation eines bekannten Themas wie Freundschaft und Teilen, die Kinder ab drei Jahren lieben werden.“ und Child Education befindet: „Dies ist eine Geschichte über verlorene und wiedergewonnene Freundschaft, die mit Einfühlungsvermögen und Verständnis erzählt wird, nicht nur, was die Figuren betrifft, sondern auch, wie ein Bilderbuch funktioniert … Das Buch ist brillant konstruiert.“

## Auszeichnungen
Pumpkin Soup wurde 1998 für seine Illustrationen mit der Kate Greenaway Medal ausgezeichnet und stand auf der Auswahlliste für den Kurt Maschler Award.

## Referenzen
Jetzt bin ich dran ist in dem literarischen Nachschlagewerk 1001 Kinder- und Jugendbücher – Lies uns, bevor Du erwachsen bist! für die Altersstufe 3+ Jahre enthalten.

## Ausgaben
- Pumpkin Soup. Doubleday, UK 1998 (englisch).
- Jetzt bin ich dran. Eine Geschichte von Streit und Versöhnung. Schreiber, 1999.